# Natrinema
A Natrinema a Halobacteriaceae családba tartozó Archaea nem. Az archeák – ősbaktériumok – egysejtű, sejtmag nélküli prokarióta szervezetek.

### Tudományos folyóiratok
- Tindall, BJ (2003). „Taxonomic problems arising in the genera Haloterrigena and Natrinema”. Int. J. Syst. Evol. Microbiol. 53 (Pt 5), 1697–1698. Published online 28 February 2003. o. DOI:10.1099/ijs.0.02529-0. PMID 13130070.
- Xin H (2000). „Natrinema versiforme sp. nov., an extremely halophilic archaeon from Aibi salt lake, Xinjiang, China”. Int. J. Syst. Evol. Microbiol. 50 (3), 1297–1303. o. DOI:10.1099/00207713-50-3-1297. PMID 10843075.
- Oren A (2000). „International Committee on Systematic Bacteriology Subcommittee on the taxonomy of Halobacteriaceae. Minutes of the meetings, 16 August 1999, Sydney, Australia”. Int. J. Syst. Evol. Microbiol. 50, 1405–1407. o. PMID 10843089.
- McGenity TJ (1998). „Proposal of a new halobacterial genus Natrinema gen. nov., with two species Natrinema pellirubrum nom. nov. and Natrinema pallidum nom. nov”. Int. J. Syst. Bacteriol. 48, 1187–1196. o. DOI:10.1099/00207713-48-4-1187. PMID 9828420.
- (2014. március 1.) „Proteomic Analysis of the Secretome of Haloarchaeon Natrinema sp. J7−2”. JOURNAL OF PROTEOME RESEARCH 13 (3), 1248–1258. o. DOI:10.1021/pr400728x.[halott link]

### Tudományos könyvek
- Gibbons, NE.szerk.: RE Buchanan and NE Gibbons, eds.: Family V. Halobacteriaceae fam. nov., Bergey's Manual of Determinative Bacteriology, 8th, Baltimore: The Williams & Wilkins Co. (1974. március 20.)

### Tudományos adatbázisok
- Natrinema PubMed hivatkozásai
- Natrinema PubMed Central hivatkozásai
- Natrinema Google Scholar hivatkozásai